# Fetser Antal
Fetser Antal (Nagykároly, 1862. január 14. – Győr, 1933. október 6.) magyar katolikus pap, Győri megyéspüspök.

## Pályafutása
A gimnáziumot Nagykárolyban a piaristáknál és Nagyváradon, a teológiát a Központi Papnevelő Intézet növendékeként Budapesten végezte. 1885. június 29-én pappá szentelték. Nagyváradon a Szent József internátus prefektusa, 1888-tól a szeminárium spirituálisa, 1889-től püspöki szertartó, 1895-től titkár és irodaigazgató. 1898-tól váradi kanonok, 1901-től solti címzetes apát.

### Püspöki pályafutása
1906. március 21-én nagyváradi segédpüspökké és palaeopolisi címzetes püspökké nevezték ki. Április 1-jén szentelték püspökké, majd káptalani helynök lett. Váradon megalakította a Szent Vince Intézetet, amely iskolát, internátust és népkonyhát tartott fönn. Nagykárolyban konviktust építtetett. 
1915. január 22-én győri püspökké nevezték ki. Székét március 25-én foglalta el, december 11-én erősítették meg. Különös gondja volt a háború sebesültjeire. Rábacsanakon templomot építtetett.